# Сабаналарга (Атлантико)
Сабаналарга (исп. Sabanalarga) — город и муниципалитет в Колумбии в составе департамента Атлантико. Он находится в 41 км от Барранкильи, столицы департамента. Город является вторым по значимости экономическим центром в департаменте после Барранкильи.

## Географическое положение

Муниципалитет Сабаналарга

Город расположен в центре департамента Атлантико в 41 км к юго-западу от его столицы Барранкилья. Абсолютная высота — 99 метров над уровнем моря.

Площадь муниципалитета составляет 399 км².

## Население
По данным Национального административного департамента статистики Колумбии, совокупная численность населения города и муниципалитета в 2012 году составляла 94 847 человек.
Динамика численности населения города по годам:
| 2005   | 2006   | 2007   | 2008   | 2009   | 2010   | 2011   | 2012   |
| ------ | ------ | ------ | ------ | ------ | ------ | ------ | ------ |
| 86 631 | 87 840 | 89 023 | 90 198 | 91 380 | 92 542 | 93 700 | 94 847 |

Согласно данным переписи 2005 года мужчины составляли 50,0 % от населения города, женщины — соответственно 50,0 %. В расовом отношении белые и метисы составляли 99,7 % от населения города; негры — 0,3 %..
Уровень грамотности среди населения старше 5 лет составлял 84,8 %.